# أدريانا برودسكي
أدريانا برودسكي (بالإسبانية: Adriana Brodsky)‏ هي ممثلة أرجنتينية، ولدت في 22 ديسمبر 1955 ببوينس آيرس في الأرجنتين.

## وصلات خارجية
- أدريانا برودسكي على موقع IMDb (الإنجليزية)
- أدريانا برودسكي على موقع أول موفي (الإنجليزية)
- أدريانا برودسكي على موقع قاعدة بيانات الفيلم (الإنجليزية)